# Serge Aubey
Serge Aubey (* 20. April 1953 in Luc-sur-Mer, Calvados) ist ein ehemaliger französischer Radrennfahrer.
Als Amateur gewann Serge Aubey mehrfach Meistertitel der Normandie. Bei den französischen Meisterschaften der Junioren gewann er 1970 Bronze und 1971 Silber im Sprint. 1973 wurde er französischer Meister in der Mannschaftsverfolgung. Diesen Erfolg konnte er ein Jahr später wiederholen und wurde dann auch Meister in der Einerverfolgung und im Steherrennen. Bei den Bahnradsport-Weltmeisterschaften 1973 kam er mit seinem Team auf den 10. Platz in der Mannschaftsverfolgung.
Am 1. September 1974 wurde er Profi im Radsportteam Gan-Mercier und fuhr gemeinsam mit Joop Zoetemelk und Raymond Poulidor. 1977 wurde er Dritter der französischen Meisterschaft im 1000-Meter-Zeitfahren; 1976 und 1977 errang er den französischen Meistertitel im Sprint der Profis. Auf der Straße waren ihm kaum Erfolge beschieden; so wurde er 1976 Elfter bei Bordeaux–Paris. Nach einem schweren Sturz beim Sechstagerennen in Frankfurt am Main im Jahre 1977 musste er seine aktive Radsport-Laufbahn beenden.